# Frauenwahlrecht in Frankreich

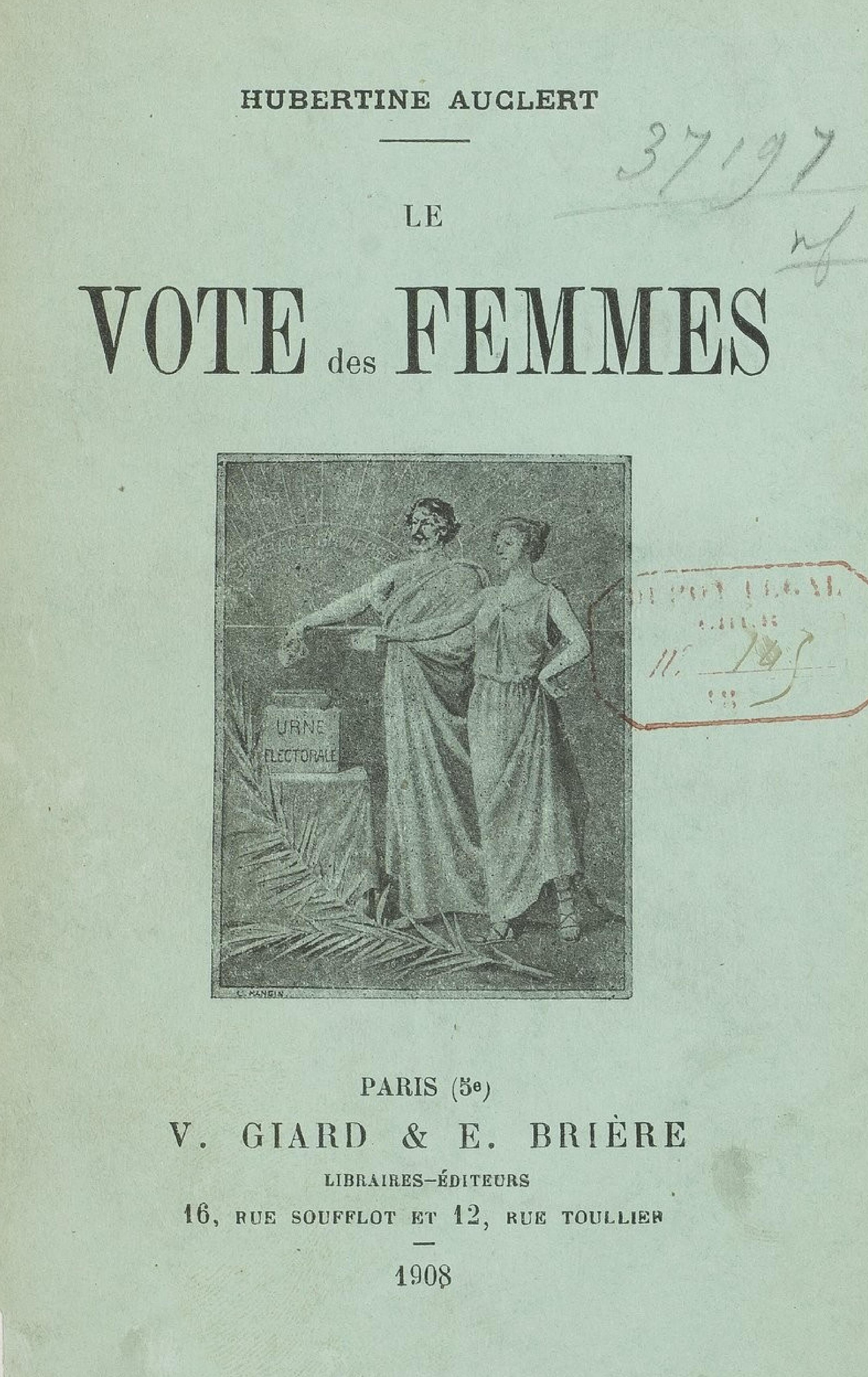
Originalausgabe der Schrift von Hubertine Auclert Le vote des femmes (Das Frauenwahlrecht von 1908)

Das Frauenwahlrecht in Frankreich wurde im Zweiten Weltkrieg erreicht, am 21. April 1944. Dies geschah spät im Vergleich zu anderen europäischen Ländern wie Deutschland, Luxemburg, Polen oder den Niederlanden, wo Frauen schon seit dem Ende des Ersten Weltkriegs stimmberechtigt waren. In der Zeit zwischen dem Ersten und dem Zweiten Weltkrieg kam es mehrmals dazu, dass ein von der Nationalversammlung beschlossenes Gesetz zum Frauenwahlrecht im konservativen Senat blockiert wurde. Nationale Krisen und Revolutionen begünstigten den Einsatz für das Frauenwahlrecht. Unter anderem war der Katholizismus in Frankreich eine Ursache für die späte Einführung des Frauenwahlrechts. Unter Papst Pius X. folgten die französischen Katholiken ihrem Papst und waren gegen das Frauenwahlrecht; als Papst Benedikt XV. den Widerstand gegen die Beteiligung von Frauen am politischen Leben aufgab, schadete dies in Frankreich paradoxerweise dem Frauenwahlrecht: Die Politiker aus dem Lager der Radikalen fürchteten einen steigenden Einfluss der Kirche durch die Einführung des Frauenwahlrechts. Durch die von Georges Bidault gegründete progressive katholische Partei, das Mouvement républicain populaire, wurde der katholische Flügel deutlich liberaler. Letztlich gewann somit die Frauenwahlrechtsbewegung der katholischen Frauen in Frankreich mehr Anhänger für die Bewegung als alle anderen Gruppen zusammen. Zwar hatten militante Pariser Feministinnen die Bewegung ins Leben gerufen und die geistigen Grundlagen geschaffen, aber erst der katholischen Frauenwahlrechtsbewegung gelang es, die Provinzen zu erobern.

## 19. Jahrhundert

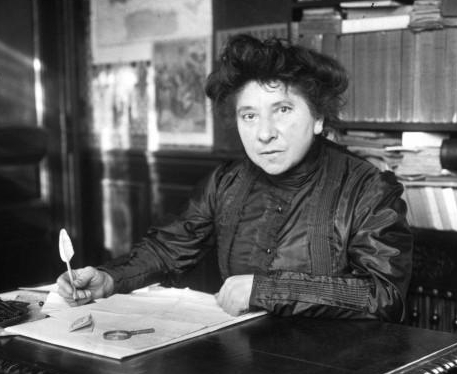
Die Frauenrechtlerin Hubertine Auclert; 1910

Der Code Napoleon von 1804 verschriftlichte das französische Gewohnheitsrecht und das römische Familienrecht. Er machte aus der Familie ein Abbild der Nation mit Napoleon an der Spitze: eine Art Diktatur mit dem Ehemann an der Spitze. Frauen verloren die Herrschaft über das Familienvermögen und die Kinder, und sie hatten unter strengen Ehe- und Scheidungsregeln zu leiden. Die Ehefrau stand unter der Vormundschaft ihres Mannes, war ihm zu Gehorsam verpflichtet und nicht befugt, ohne ihn Verträge abzuschließen oder auf andere Weise als Rechtssubjekt in Erscheinung zu treten. Die Wiederherstellung der Monarchie führte zu juristischen Maßnahmen, die den Wert der Familie betonten; so waren etwa frisch verheiratete Männer vom Militärdienst freigestellt.
Doch die Ideale der Revolution waren nicht vergessen und als die Monarchie 1848 zu Fall gebracht wurde, verkündete die vorübergehende Regierung am 5. März 1848 das allgemeine Wahlrecht ohne Eigentumsbeschränkungen. Diese Formulierung zielte allerdings nicht etwa darauf ab, Frauen einzuschließen. Allerdings begann eine Gruppe Pariser Frauen, das Komitee für Frauenrechte, sofort damit, sich für das Frauenwahlrecht und andere Rechte für Frauen starkzumachen. Die Linke unterstützte sie nicht, weil sie die Meinung vertrat, Frauen seien zu wenig gebildet und stünden zu sehr unter dem Einfluss des Klerus, um eigenständige Wahlentscheidungen zu treffen.
Von einem internationalen Blickwinkel aus wird verständlich, warum die frühe Erlangung des allgemeinen Wahlrechts für Männer Nachteile für die Einführung des Frauenwahlrechts mit sich brachte: In anderen Ländern wurde parallel mit einer Ausweitung des zunächst eingeschränkten Wahlrechts für Männer immer auch der Ruf nach der Einführung des Frauenwahlrechts laut. In Frankreich dagegen erhielten Männer das Wahlrecht schon sehr früh ohne Einschränkungen, und dies lähmte den Einsatz für das Frauenwahlrecht.
In der ersten Wahl vom 23. April 1848 wurde eine gemäßigte und konservative Nationalversammlung gewählt. Diese beschloss schon bald ein Gesetz, das Frauen die Mitgliedschaft in politischen Clubs und Vereinigungen verbot. Daraufhin wurden zum Beispiel Jeanne Deroin, Mitgründerin des Club de l'Emancipation de Femmes und Pauline Rolland, Gründerin einer sozialistischen Lehrerinnenvereinigung, 1850 zu jeweils sechs Monaten Gefängnis verurteilt.
Nationale Krisen und Revolutionen stachelten den Einsatz für das Frauenwahlrecht an. Dies war sowohl in der Französischen Revolution nach 1789 als auch in der Revolution von 1848 der Fall gewesen, und es wiederholte sich 1870 nach der Niederlage Frankreichs gegen Preußen, die Pariser Kommune. Der Boden war bereits für den Feminismus bereitet: Die Société pour la Revendication des Droits de la Femme (Gesellschaft für die Einforderung der Frauenrechte) wurde gegründet und 1869 erschien die französische Übersetzung von John Stuart Mills Die Hörigkeit der Frau. Julie-Victoire Doubié rief in ihren Schriften zur Einführung des Frauenwahlrechts für unverheiratete Frauen auf. Diese Formulierung zielte allerdings nicht etwa darauf ab, Frauen einzuschließen. Im Allgemeinen machten sich radikale Frauen zu dieser Zeit nicht für das Frauenwahlrecht stark, weil sie der Meinung waren, dass es die konservative Seite stärken und dem republikanischen Gedanken schaden würde. Frauen wie Maria Deraismes setzten sich für eine bessere Bildung für Mädchen ein sowie für wirtschaftliche Unabhängigkeit von Frauen und eine Reform das Scheidungsrechts; in diesen Bereichen wurden im letzten Viertel des 19. Jahrhunderts auch Fortschritte erzielt. Die Widerstände gegen die Forderung, das Frauenwahlrecht ins Zentrum der Bestrebungen zu rücken, führte zu Meinungsverschiedenheiten, sodass 1889 eine Konferenz zu Frauenrechten das Thema gar nicht erst auf die Tagesordnung setzte.
Die Radikale Hubertine Auclert gründete aus Enttäuschung über diese Situation 1883 die Société le suffrage des femmes. Sie war die erste Frauenrechtlerin, die sich 1882 selbst als féministe (Feministin) bezeichnete. Auclert sprach sich für das Frauenwahlrecht und eine völlige rechtliche Gleichstellung von Frauen aus.
Die Gründe für den schleppenden Fortschritt waren vielfältig: ehemalige Unterstützer wechselten zu den Konservativen und männliche Politiker ließen sich nicht davon überzeugen, dass das Frauenwahlrecht ihnen Vorteile bringen würde. Wie auch in anderen Staaten gelang es auch  hier Frauen aus dem Bürgertum nur schwer, ihre Geschlechtsgenossinnen aus der Arbeiterklasse für das Frauenwahlrecht zu begeistern. Die Sozialisten sprachen sich zwar ab der Mitte der 1880er Jahre für das Frauenwahlrecht aus, betrachteten die Angelegenheit jedoch im Vergleich zu ihren großen Zielen als zweitrangig: Sie werde sich von selbst regeln, wenn erst ein gerechtes Gesellschaftsmodell erreicht sei.

## 20. Jahrhundert

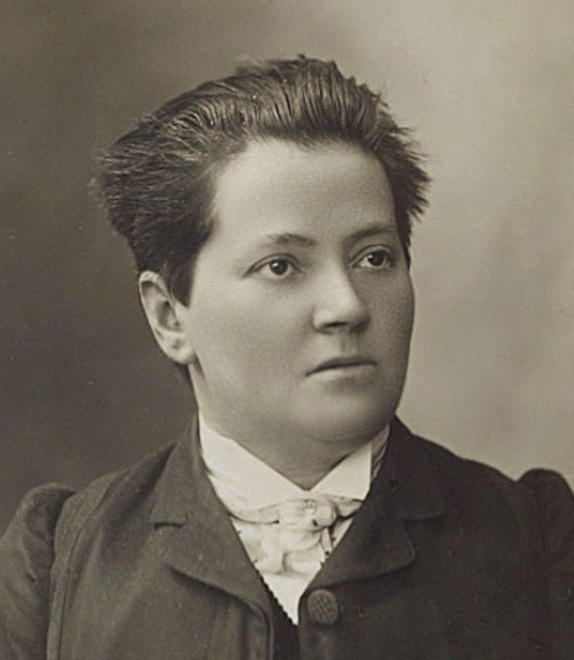
Madeleine Pelletier, Ärztin, Psychiaterin, eine der einflussreichsten französischen Feministinnen und Sozialistinnen vor Simone de Beauvoir.

Häufig wurde das kommunale Wahlrecht Frauen vor dem nationalen Wahlrecht gewährt und war daher ein Wegbereiter. In Frankreich durften jedoch Frauen nur in wenigen Gemeinden und Städten wählen. Es wurden 1901 und 1906 zwar Gesetzesinitiativen zum kommunalen Frauenwahlrecht eingebracht, doch sie gingen unter. Die schleppenden Fortschritte führten im 20. Jahrhundert dazu, dass die Forderungen der französischen Frauen lauter wurden und einige davon sich radikalisierten. Dazu trug der Einfluss der britischen Suffragetten bei; Christabel Pankhurst lebte seit 1912 in Paris. 1904 unterbrach Hubertine Auclert mit einer Gruppe Unterstützerinnen eine Sitzung der Abgeordnetenkammer und zerriss ein Exemplar des Code civil, um darauf aufmerksam zu machen, dass das Gesetzbuch seit 100 Jahren in Kraft sei, das Frauenwahlrecht aber immer noch in den Sternen stünde. Madeleine Pelletier unterbrach ein Bankett zur Einhundertjahrfeier des Code civil und sowohl sie als auch Hubertine Auclert demonstrierten 1908 vor Wahllokalen. Doch ihre militante Taktik hatte weder bei ihren Mitstreiterinnen noch in der Öffentlichkeit Erfolg.
In der 2. Hälfte des 19. Jahrhunderts war in Frankreich die katholische Frauenbewegung „Le féminisme chrétien“ gegründet worden, ihre Leiterin war die Französin Marie Maugeret (1844–1928). Sie war streng katholisch und antisemitisch eingestellt. Als reiche Erbin vertrat sie die Meinung, dass man die Bezeichnung Feminismus nicht allein den Republikanern und Freidenkern überlassen solle. In Übereinstimmung mit den Ansichten von Carrie Chapman Catt war sie der Ansicht, es sei ein Skandal, dass ungebildete Kohlearbeiter wählen durften, nicht jedoch wohlhabende, gebildete Frauen. Sie hielt jährlich einen Kongress zur Feier von Jeanne d’Arc ab. 1906 gelang es ihr, eine Gesetzesinitiative für das Frauenwahlrecht auf den Weg zu bringen. Begleitet wurde sie von einer ihrer flammenden Reden, in der sie die Frauen zur Reinigung der Politik aufrief. In der Folge dämpfte die Ablehnung des Frauenwahlrechts durch Papst Pius X. den Einsatz von Marie Maugeret und ihr Vorstoß für das Frauenwahlrecht beim Jeanne-d'Arc-Kongress 1910 erhielt keine Mehrheit.
Nach dem Vorbild anderer Staaten wurde 1909 eine französische Vereinigung für das Frauenwahlrecht gegründet, die Union Française pour le Suffrage des Femmes. Die Mitgliederzahl erreichte schnell 3000 und 1914 schon 12000. 1914 nahmen sie an einer Probewahl teil, die von der Tageszeitung Le Journal organisiert wurde und mehr als eine halbe Million Frauenwahlstimmen sammelte.
Bei den Republikanern wurde wegen der dort herrschenden antiklerikalen Einstellung das Frauenwahlrecht abgelehnt, da man nicht bereit war, den Katholiken im rechten Flügel weitere Wahlstimmen zu verschaffen. Somit behinderte der Antiklerikalismus die Einführung des Frauenwahlrechts. Doch seine Befürworterinnen umwarben auch die katholischen Politiker nicht, die dem Frauenwahlrecht aus wahltaktischen Gründen hätten eventuell zustimmen können; die Anführerinnen der Feministinnen waren Protestantinnen und wussten um den negativen Einfluss der Kirche auf das Leben von Frauen.
Ein parlamentarischer Ausschuss unter der Führung von Ferdinand Buisson, einem Befürworter des Frauenwahlrechts, machte einen Vorstoß zur Einführung des kommunalen Frauenwahlrechts, aber das Parlament lehnte es bis Mitte 1913 ab, sich überhaupt damit zu beschäftigen. Am 5. Juli 1914 fand eine Frauenwahlrechtszusammenkunft ab, auf der Vaters des Frauenwahlrechts Marquis de Condorcet gedacht und der Vorschlag von Buisson unterstützt wurde.

## Erster Weltkrieg und Zeit zwischen den beiden Weltkriegen
Wie in anderen Ländern, so unterbrach auch in Frankreich der Erste Weltkrieg die Bemühungen um die Einführung des Frauenwahlrechts. Der Einsatz der Frauen im Krieg wurde hier zwar gewürdigt, führte aber nicht zum Frauenwahlrecht. Vielmehr brachte erst der neue Papst Benedikt XV., der 1914 auf Pius X. folgte, einen Wandel: Er milderte den Widerstand gegen das Frauenwahlrecht so ab, dass sich die katholischen Gegner des Frauenwahlrechts nun nicht mehr auf die Position der kirchlichen Obrigkeit berufen konnten. So sprachen sich die Abgeordneten der Nationalversammlung am 20. Mai 1919 mit 329 zu 95 Stimmen für das Frauenwahlrecht aus, 104 Parlamentarier enthielten sich der Stimme. Dieses Gesetz fand dann aber im Senat keine Mehrheit; nicht einmal die Witwen der Gefallenen erhielten das Wahlrecht. Feministinnen wurden vom Senat zur Verteidigung des Frauenwahlrechts nicht zugelassen und ein bekannter Gegner, Alexandre Bérard, mit dem Verfassen des Berichts beauftragt. Das Schriftstück enthielt vierzehn Gegenargumente gegen das Frauenwahlrecht, darunter die Behauptung, der Einsatz von Frauen im Krieg sei aus Vaterlandsliebe geschehen, nicht im Hinblick auf eine Belohnung durch das Wahlrecht und würde durch ein solches nachträglich entwertet.
In der Zeit zwischen dem Ersten und dem Zweiten Weltkrieg wiederholte es sich mehrmals, dass ein von der Nationalversammlung beschlossenes Gesetz zum Frauenwahlrecht im Senat blockiert wurde: Im Juli 1927 ging es um das von der Nationalversammlung mit 396 zu 24 Stimmen beschlossene kommunale Frauenwahlrecht, 1936 um eine gänzliche politische Gleichstellung von Frauen und Männern, gegen die in der Nationalversammlung keine einzige Gegenstimme abgegeben worden war. Im Senat der Dritten Französischen Republik, die zwischen 1870 und 1940 bestand, kam es nie zu detaillierten Debatten über ein Frauenwahlrechtsgesetz, da diese immer schon auf im Vorfeld abgeschmettert wurden oder die Diskussionen sich in Auseinandersetzungen über das Grundsätzliche erschöpften. So konnten Abgeordnete, die progressiv erscheinen wollten, sich dort risikolos für das Frauenwahlrecht aussprechen, weil sie wussten, dass dies keinerlei politische Konsequenzen haben würde. Der Historiker James F. McMillan sieht das Verhalten des Senats als ein Zeichen der Erstarrung, die die Dritte Republik in den 1930er Jahren befallen hatte. Grund war die Befürchtung, dass das Frauenwahlrecht der Kirche wieder zu mehr Macht verhelfen würde.
So waren die Konservativen gegen das Frauenwahlrecht, während die Linken in Untätigkeit verharrten. Die Feministinnen waren isoliert und hatten wenig Einfluss: Weder unternahmen sie Anstrengungen, die vielen Frauen außerhalb der Bewegung für das Frauenwahlrecht zu begeistern, noch griffen sie wie Auclert oder Pelletier zu radikalen Maßnahmen noch wollten sie lernen, sich auf dem politischen Parkett zu bewegen und auf diese Weise Verbündete zu gewinnen. Die Gegner des Frauenwahlrechts befürchteten, dass wegen des Frauenüberschusses nach dem Ersten Weltkrieg sich die politischen Gewichte verschieben würden, wenn Frauen eine Stimme bekämen. Manche Männer befürchteten, dass sich mit einem Frauenwahlrecht auch die Position der Frauenwahlrechtsbewegung gegen Alkoholismus und Prostitution an Einfluss gewinnen würde. Katholiken lehnten die Idee der Individualisierung und Emanzipation als falsche Dogmen, die aus der internationalen Freimaurerei kämen, ab. Lange hatte die katholische Kirche das Frauenwahlrecht abgelehnt, und als sie den Widerstand aufgab, schadete dies paradoxerweise dem Frauenwahlrecht: Die Politiker aus dem Lager der Radikalen fürchteten einen steigenden Einfluss der Kirche durch die Einführung des Frauenwahlrechts.

## 1940er Jahre: Der Weg zum Frauenwahlrecht
Auch in Frankreich fiel das Erreichen des Frauenwahlrechts in eine Zeit einer großen nationalen Krise, nach der Besatzungszeit und dem Ende der Dritten Republik am Ende des Zweiten Weltkriegs. Nach der Landung der Alliierten in Nordafrika 1942 verlegte das Komitee Freies Frankreich (France libre) sein Hauptquartier nach Algier. Unter den Zielen der Bewegung auch das Frauenwahlrecht. Georges Bidault spielte eine wesentliche Rolle in den Debatten. Zwar erhielten die Radikalen auch hier ihren Widerstand dagegen aufrecht, aber als Frankreich 1944 befreit wurde und die Debatten auf französischem Boden fortgeführt wurden, waren die Radikalen in der Minderheit. Bidault wurde Präsident des Nationalen Widerstandsrats, der die unterschiedlichen Bewegungen und Gruppen der Résistance, der Presse, der Gewerkschaften und der Mitglieder politischer Parteien, die dem Vichy-Regime und der deutschen Okkupation ablehnend gegenüberstanden, ab 1943 koordinierte und leitete. In dieser Position hatte er wesentlichen Einfluss auf das Reformprogramm, das nach dem Krieg die Menschenrechte wieder in Kraft setzen sollte.
Im Januar 1944 wurde die Einführung des Frauenwahlrechts auf den Weg gebracht und im März konkretisiert. Am 21. April 1944 wurde per Verordnung das allgemeine aktive und passive Frauenwahlrecht eingeführt. Die Linken und die Katholiken waren dafür, die Radikalen dagegen, aber in der Minderheit. In einer Volksabstimmung im Oktober 1945, bei der Frauen erstmals stimmberechtigt waren, sprachen sich 96 Prozent der Bevölkerung gegen die Weiterführung der Dritten Republik aus, die in den 1930er Jahren so versagt hatte. Ebenfalls im Oktober 1945 wurde eine Versammlung mit der Ausarbeitung einer neuen Verfassung beauftragt; und wie so oft wurde einem Teil der Bevölkerung das Wahlrecht genommen, während ein anderer es bekam: Einige 100 000 Kollaborateure verloren ihre bürgerlichen Rechte, darunter auch das Wahlrecht. Das gleichfalls im Oktober 1945 gewählte Parlament bestand fast zur Hälfte aus Sozialisten und Kommunisten, während die konservativen und antiklerikalen Radikalen unter einen Stimmenanteil von 10 Prozent fielen. Die größte Überraschung lag im Erfolg einer von Georges Bidault gegründeten progressiven katholischen Partei, des Mouvement républicain populaire. Sie war aus einer Gruppe katholischer Intellektueller am Ende des Krieges hervorgegangen und erreichte 24 % der Stimmen.
Durch diese Partei wurde der katholische Flügel deutlich liberaler. Somit konnten Frauen eine katholische Partei wählen, ohne die konservativen Kräfte zu stärken. Die Radikalen dagegen, die so lange den Reformprozess des Frauenwahlrechts blockiert hatten, hatten durch das Festhalten an der Dritten Republik einen großen Ansehensverlust erlitten. Somit gewann die Frauenwahlrechtsbewegung der katholischen Frauen in Frankreich mehr Anhänger für die Bewegung als alle anderen Gruppen zusammen. Zwar hatten die militanten Pariser Feministinnen die Bewegung ins Leben gerufen und die geistigen Grundlagen geschaffen, aber der katholischen Frauenwahlrechtsbewegung gelang es, die Provinzen zu erobern.
Im Oktober 1945 saßen erstmals Frauen im nationalen Parlament. Es waren 33 Frauen gewählt worden.